# Baike.com
Pour les articles homonymes, voir Baike.
Ne doit pas être confondu avec Baidu Baike.
Baike.com, anciennement Hudong (chinois : 互动百科 ; pinyin : hùdòng bǎikē), est un service commercial chinois fondé en 2005 comprenant une encyclopédie en ligne et un réseau social. Avec Baidu Baike, c'est l'un des deux plus importants wikis chinois : la plateforme déclare en effet contenir plus de 18 millions d'articles en 2021.

## Histoire

Ancien logo du site.

Baike.com est fondé en juin 2005 par Pan Haidong (en), à l'époque sous le nom Hudong. En 2011, Draper Fisher Jurvetson (en) investit 15 millions de dollars dans le site.
En février 2011, alors que l'encyclopédie compte environ 5 millions d'entrées, l'entreprise porte plainte contre Baidu, dénonçant ce qu'elle considère comme une situation d'abus de position dominante.
En juin 2012, l'entreprise conclut un partenarait avec Bing. En décembre de la même année, son nom Hudong devient Baike.com.
En 2020, ByteDance investit dans l'entreprise à hauteur de 22,2 % du capital. Le site réunissait alors environ 8,6 millions de visiteurs par jour.
En janvier 2021, le site comptait environ 18 millions d'articles.

## Fonctionnement
Baike.com dispose de sa propre plateforme wiki appelée HDWiki (en) (un homologue de MediaWiki sur lequel est bâti Wikipédia). Ce système intègre des fonctionnalités de réseautage social ; les utilisateurs disposent d'un profil et peuvent rejoindre des groupes de fans ou des forums. Les contributeurs aux articles doivent s'inscrire avec leur nom réel et gagnent des points au fur et à mesure de leurs modifications — ces points leur permettent de gagner des récompenses, telles que des téléphones portables ou des ordinateurs,,. Les utilisateurs peuvent également « acheter » des articles sur le site avec les points amassés.
Baike.com est auto-censurée et respecte les règles régissant l'usage d'Internet établies par le gouvernement chinois. Certains sujets ne sont donc pas abordés par le site ou sont abordés sous un angle orienté, ce qui lui vaut différentes critiques,,.